# 에리히 내각
에리히 내각(핀란드어: Erichin hallitus 에리힌 할리투스[*])은 핀란드 공화국의 네 번째 내각이다.
1920년 3월 15일부터 1921년 4월 9일까지 성립했다. 소수여당내각이었다.
에리히 내각은 소비에트 러시아와 공식적 평화조약을 맺는 큰 임무를 맡았다. 1920년 10월 14일 에스토니아 타르투에서 조약이 조인되었고, 소비에트 러시아는 핀란드의 독립을 인정하고 양국 간 국경을 결정했다.
| 직책                                                     | 성명                 | 재임기간                        | 정당 | 정당       |
| -------------------------------------------------------- | -------------------- | ------------------------------- | ---- | ---------- |
| 총리 Pääministeri                                        | 라파엘 에리히        | 1920년 3월 15일–1921년 4월 9일  |      | 국민연합당 |
| 외무장관 Ulkoasiainministeri                             | 루돌프 홀스티        | 1920년 3월 15일–1921년 4월 9일  |      | 국민진보당 |
| 법무장관 Oikeusministeri                                 | 카를 쇤데르홀름      | 1920년 3월 15일–1920년 6월 28일 |      | 스웨덴인당 |
| 법무장관 Oikeusministeri                                 | 햘마르 그란펠트      | 1921년 4월 9일–1921년 4월 9일   |      | 스웨덴인당 |
| 전쟁장관 Sotaministeri                                   | 브루노 얄란데르      | 1920년 3월 15일–1921년 4월 9일  |      | 무소속     |
| 내무장관 Sisäasiainministeri                             | 알베르트 폰 헬렌스   | 1920년 3월 15일–1921년 4월 9일  |      | 국민진보당 |
| 재무장관 Valtiovarainministeri                           | 요나탄 바르티오바라  | 1920년 3월 15일–1921년 4월 9일  |      | 국민연합당 |
| 종무교육장관 Kirkollis- ja opetusministeri               | 라우리 잉그만        | 1920년 3월 15일–1921년 4월 9일  |      | 국민연합당 |
| 농무장관 Maatalousministeri                              | 에로 위리외 페흐코넨 | 1920년 3월 15일–1921년 4월 9일  |      | 농업동맹   |
| 농무장관보 Apulaismaatalousministeri                     | 에로 하흘            | 1920년 3월 15일–1921년 4월 9일  |      | 농업동맹   |
| 교통공공장관 Kulkulaitosten ja yleisten töiden ministeri | 마그누스 라보니우스  | 1920년 3월 15일–1921년 4월 9일  |      | 국민진보당 |
| 상공장관 Kauppa- ja teollisuusministeri                  | 레오 에른로트        | 1920년 3월 15일–1920년 8월 12일 |      | 스웨덴인당 |
| 상공장관 Kauppa- ja teollisuusministeri                  | 햘마르 프로코페      | 1920년 8월 12일–1921년 4월 9일  |      | 스웨덴인당 |
| 사회장관 Sosiaaliministeri                               | 빌쿠 요우카하이넨    | 1920년 3월 15일–1921년 4월 9일  |      | 농업동맹   |
| 지역장관 Elintarveministeri                              | 카를로 부오코스티    | 1920년 3월 15일–1921년 4월 9일  |      | 국민진보당 |

| 전임 제1차 벤놀라 내각 | 제4대 핀란드 공화국의 내각 1920년 3월 15일–1921년 4월 9일 | 후임 제2차 벤놀라 내각 |